# Perseusarm

Spiralarme der Milchstraße

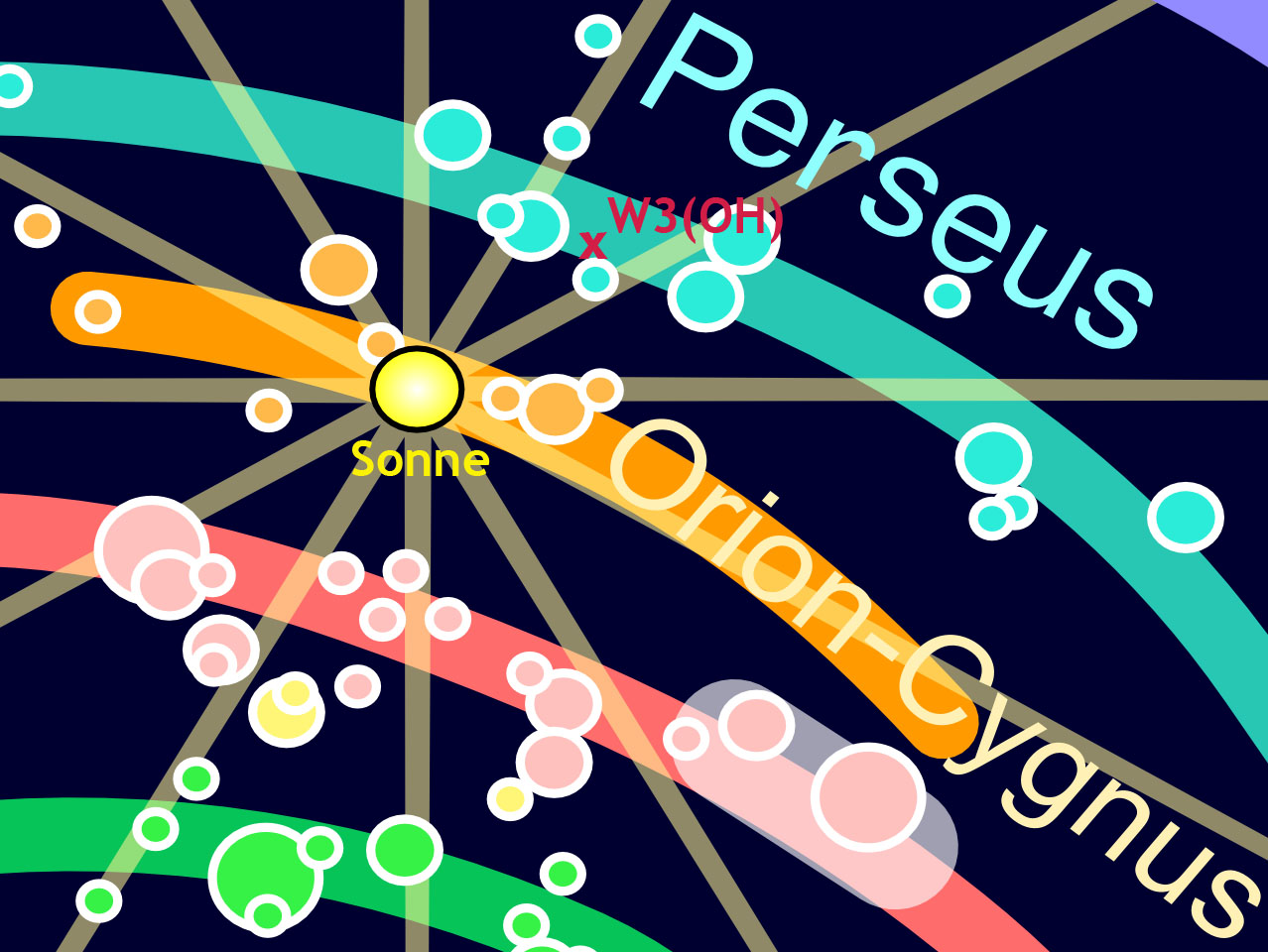
Objekt W3(OH) als rotes Kreuz

Der Perseusarm ist ein Spiralarm des Milchstraßensystems. Er ist ca. 5.000 Lichtjahre weiter vom Zentrum der Galaxis entfernt als der Orionarm, in dem sich das Sonnensystem befindet. Damit ist der Perseusarm von den Spiralarmen, die weiter außen liegen als der Orionarm, der nächstliegende. Der Perseusarm ist vor allem in der Nähe des Sternbildes Perseus sichtbar und dort etwa 41.000 Lichtjahre vom Zentrum der Galaxis entfernt.
Im Jahr 2005 gelang einer internationalen Gruppe von Wissenschaftlern die mit Abstand genaueste Entfernungsbestimmung zum Sternentstehungsgebiet W3(OH) im Perseusarm. Sie konnten die Entfernung von 6357±130 Lichtjahren mittels Triangulation mit Hilfe des Very Long Baseline Array (VLBA) direkt messen. Die Messung basiert auf einer Basislänge von ca. 8000 km bei einer Radiofrequenz von 12 GHz.

## Messier-Objekte
Folgende Messier-Objekte sind im Perseusarm beheimatet:
- der Krebsnebel (M1)
- offener Sternhaufen M36
- offener Sternhaufen M37
- offener Sternhaufen M38
- offener Sternhaufen M52
- offener Sternhaufen M103